# Rouyn-Noranda
Rouyn-Noranda é um município e um território equivalente a uma regionalidade municipal do condado localizado no noroeste da província de Quebec, Canadá, situado na região administrativa de Abitibi-Témiscamingue, às margens do Lago Osisko, com população de 43 182 habitantes (2020) . Sua economia é baseada na agricultura, na exploração e transformação de recursos florestais e minerais, bem como na produção de equipamentos para estas indústrias.
O atual município resulta da fusão das antigas cidades de Rouyn e Noranda, que foram fundadas após a descoberta em 1917 de jazidas de cobre nos rios da bacia do Lago Osisko. A fusão foi realizada em 1986 e entre 1995 e 2001 passou a incluir os municípios vizinhos de Saint-Guillaume-de-Granada, de Lac-Dufault, de Beaudry, Bellecombe, Cléricy, Cloutier, D'Alembert, Destor, Évain, Mc Watters, Arntfield, Montbeillard, Mont-Brun, Rollet e Cadillac, bem como os territórios de Lac-Montanier, Lac-Surimau e Rapides-des-Cèdres.

## Toponímia
O nome Rouyn é homenagem a Jean-Baptiste de Rouyn, cavaleiro, senhor de Saint-Maurice, no Baixo Reno, capitão de infantaria e membro do regimento Royal-Roussillon de Montcalm em 1759. Gravemente ferido na batalha de Sainte-Foy em 1760, próximo à Quebec, ele recebe a cruz da ordem de São Luís, retornando à França.
O nome Noranda é a contração do termo Northern Canada que deveria ter a forma Norcanda, mas foi alterada devido a um erro de impressão. A toponímia algonquina da cidade é Conia Asini

## Clima
O clima de Rouyn-Noranda é subártico, intermediário entre o clima temperado e o clima polar. Os verões são menos quentes e os invernos mais rigorosos que no clima temperado. A vegetação corresponde à da floresta boreal mista. As temperaturas oscilam entre -18 °C e -19 °C em janeiro e 
17 °C em julho com recordes de frio tais como -49,5 °C em 21 de janeiro de 1984 ou de calor com 34,5 °C em 18 de junho de  1995. Se no inverno não é raro as temperaturas estarem em torno de -10 a -20 °C, os verões são em geral quentes, com temperaturas entre 20 à 25 °C, com umidade relativa alta. 

## História

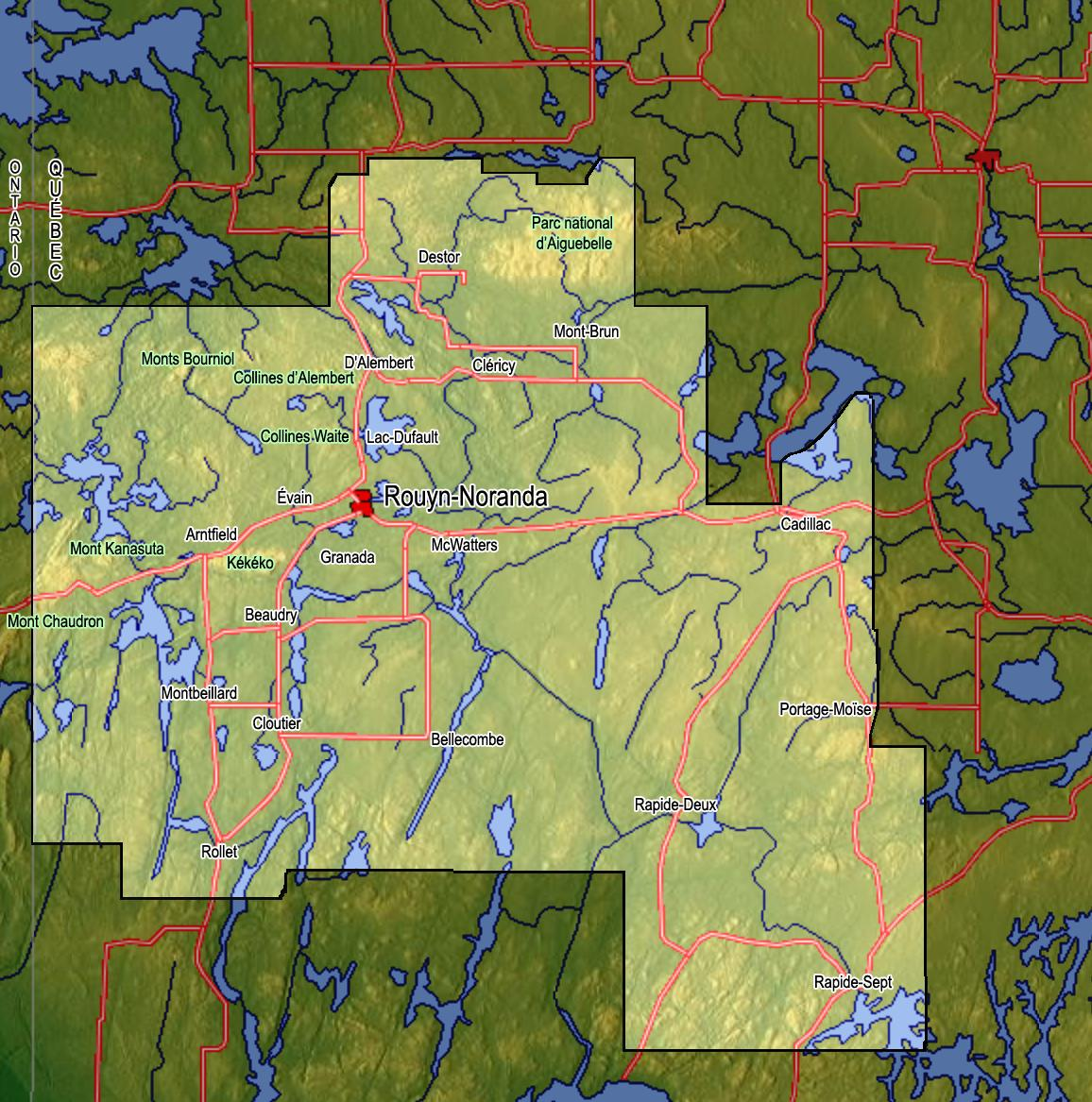
Cidade de Rouyn-Noranda.

### Ocupação indigena
A região de Rouyn-Noranda é habitada há 8 000 pelos povos ameríndios. Segundo pesquisas arqueológicas, os algonquinos ocupam o território desde pelos o século XIII. Durante o século XVII, pouco antes da chegada dos europeus, os "Timiskaming", da tribo dos algonquinos e os "Abitibi", da tribo dos crees dividem o território e as trocas entre os dois povos são pacíficas · . Os Timiskaming povoam o entorno do Lago Timiskaming enquanto os Abitibi povoam a região do Lago Abitibi..
Entre 1620 e 1630, os Hurões e os Iroqueses fazem alianças respectivamente com os franceses e os ingleses. Os Iroqueses querendo assegurar-se de conservar sua vantagem comercial na venda de peles vão lançar ataques de guerrilha ao norte entre 1630 e 1640. Não conseguindo exclusividade de comércio, os Iroqueses, que obtiveram superioridade militar através da compra de centenas de arcabuzes, lançam ataques contra caravanas algonquinas que transportavam peles para os postos de troca franceses. Em 1650, o aumento das taxas cobradas pelos Odawa obriga os franceses a recorrer ao serviço de intermediários independentes e mais baratos, os coureurs des bois.

### Ponto de passagem e de comércio

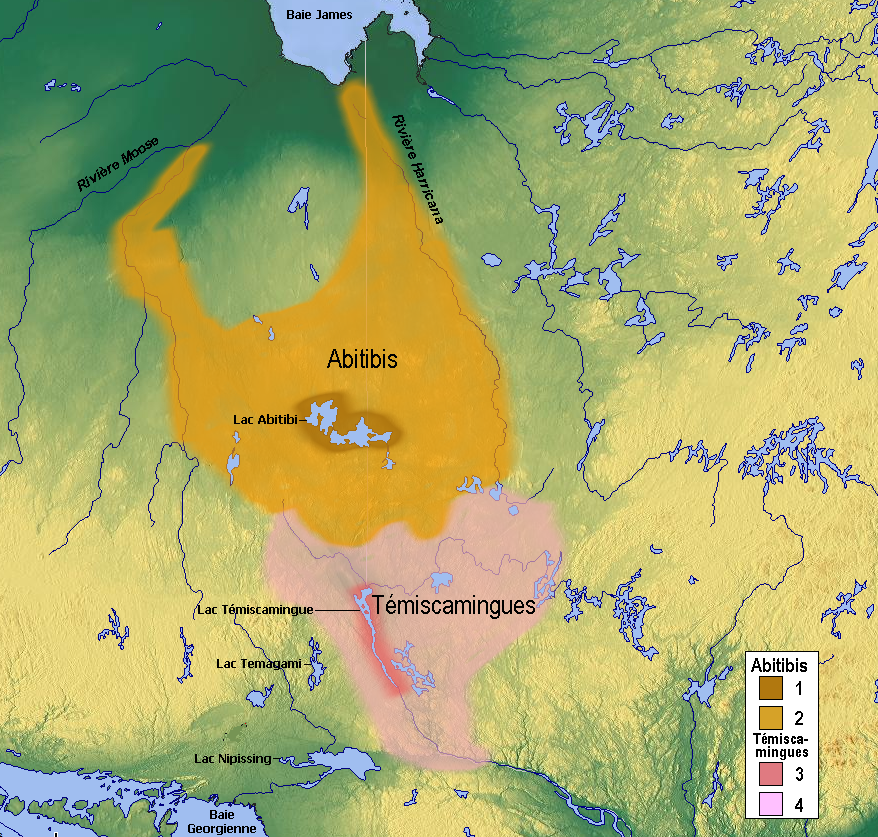
Os Timiskaming(Algonquinos) e os Abitibis (Cris) no século XVII.

O padre Gabriel Druillettes, que partira de Sillery em 29 de agosto de 1646, foi o primeiro missionário a descer o Rio Chaudière até Kénébec. Em 1652, os Abenakis o estimam de tal maneira que o naturalizam como abenaki. Em 1658 faz a primeira descrição geográfica da região. Traça a sua rota chegando a Jamésie, região que atravessa a divisão de águas entre o lago Quinze, o rio Ottawa e o lago Abitibi. 
A região de Abitibi é explorada pelos europeus a partir de 1670 sob o comando de Radisson, expedições com o objetivo de explorar o comércio de peles na região da Baía de Hudson e das colônias da Nova França.

#### Primeira expedição francesa
Em meados do século XVII, os indígenas da região se afastam dos franceses com a abertura de um posto de trocas inglês, mais generoso e situado na Baía de Hudson. Em 1686, com o objetivo de eliminar a concorrência, Pierre de Troyes organiza uma expedição para expulsar os ingleses. Nessa ocasião, ele comanda a tropa de Pierre, Paul e Jacques Le Moyne e mais uma centena de homens dos quais 30 franceses e 70 canadenses. Partindo de Montreal em março de 1686, a expedição chega à região dos lagos Opasitica e Dasserat em maio de 1686. 
Em 1713, o Tratado de Utrecht concede aos ingleses a região da Baia de Hudson. O Forte Temiscamingue, construído em 1720 em território Anishinaabe torna-se à época um importante posto de comércio de peles.

#### Domínio inglês
A derrota francesa é oficializada pelo Tratado de Paris, encerrando a Guerra dos Sete Anos. Nesse momento a França deve escolher entre sua colônia da Nova França ou suas colônias nas Antilhas. A frança escolhe ficar com as Antilhas devido aos seus recursos naturais facilmente exploráveis e também devido à dificuldade em defender suas colônias da Nova França contra os ingleses.
A Companhia do Noroeste, de Montreal, principal empregador da região, entra em aberta concorrência contra a Companhia da Baía de Hudson. Esta concorrência degenera para conflitos armados de 1795 a 1821. Na Europa, a moda da seda acaba com o comércio de peles de castor, e a partir do início do século XIX o tráfico de peles dá lugar a uma economia agrícola e de extrativista.

### 1898: novo território do Québec

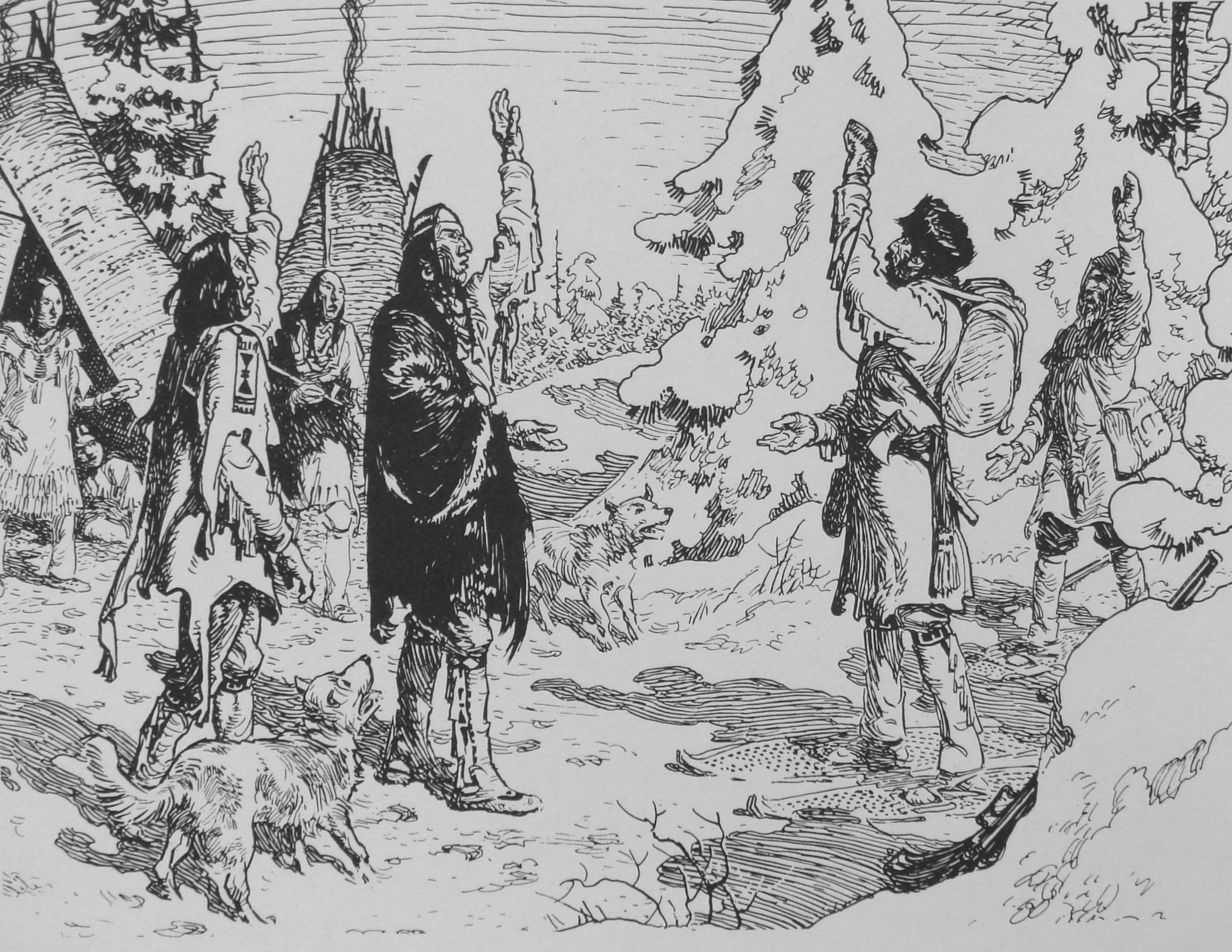
Chegada de Radisson em um acampamento indígena em 1660.

Em junho de 1898, depois de vários anos de negociações, Félix-Gabriel Marchand obtém a anexação deste território à província do Quebec. Antes desta data, a região nunca havia feito parte de uma avaliação ou cessão de recursos florestais. Não havia estradas e os cursos de água sempre foram um freio ao desenvolvimento da região. A rede hidrográfica favorisou de fato a colonização ao permitir um fluxo eficaz e barato em direção ao rio São Lourenço.

Em 1897, o Serviço Geológico do Canadá prevê um futuro promissor para a região  com a existência de grandes jazidas de rochas pré-cambrianas. Foi feita um levantamento topométrico da região, e Adélard Turgeon, ministro da colonização e minas escolhe os nomes das localidades em memória de soldados que participaram na batalha de Montcalme me 1760 - Rouyn, Cadillac (Antoine de Lamothe-Cadillac), Bellecombe (Guillaume Léonard de Bellecombe), Cléricy,  Montbeillard, Destor, D'Alambert).

### Início da colonização

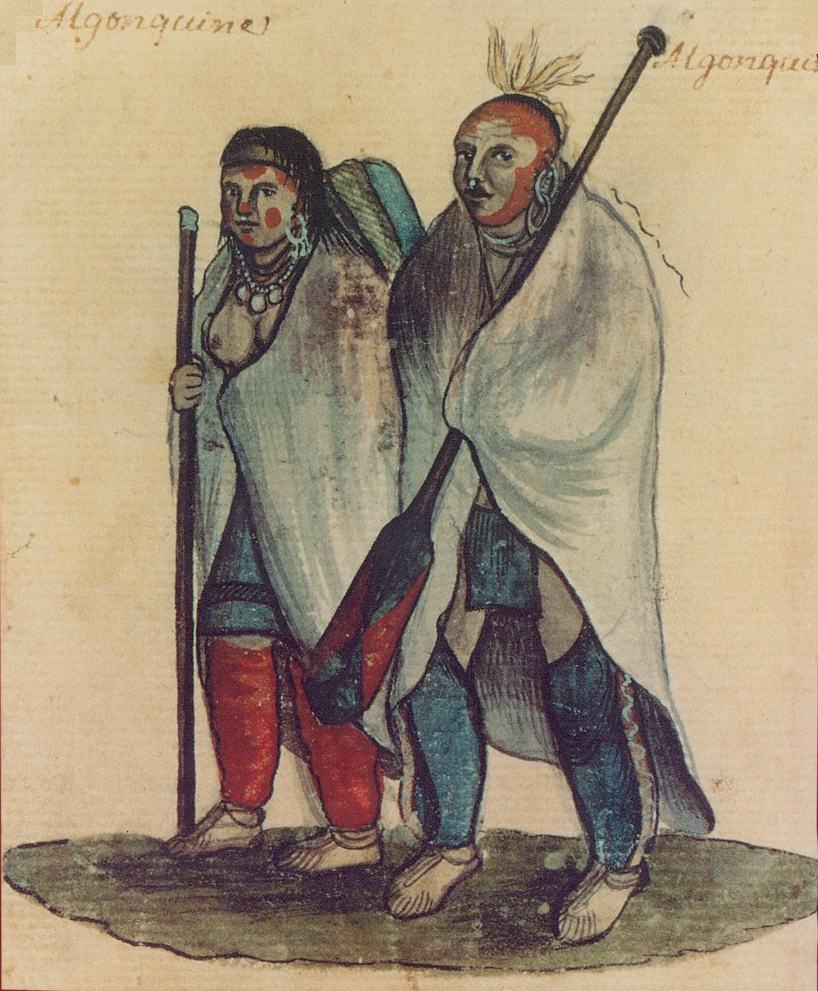
Casal de Algonquinos - aprox. 1700 ou 1720

No início do século XX, a região de Rouyn-Noranda era uma floresta inexplorada cortada por rios e vários lagos. Um prospetor da Nova Escócia, Edmund Horne, explora a região do lago Osisko em 1911, descobrindo jazidas de cobre de alta concentração. 

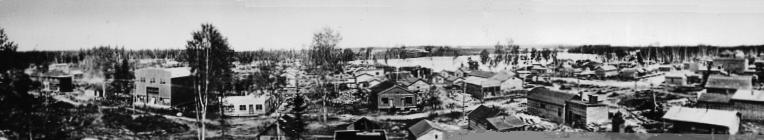
Cidade de Rouyn em 1920.

Em 1922, a Thomson-Chadbourne Syndicate, sindicato mineiro de Nova Iorque, apropria-se de terrenos e funda a empresa Noranda Mines Limited. 
Durante a crise econômica de 1929, o governo do Quebec incentivou a colonização dos territórios do norte da província para frear o êxodo rumo à Nova Inglaterra. 
Em 1966, a cidade se torna capital administrativa regional, sede de escritórios regionais governamentais. A região ainda conversava suas atividades industriais mineiras e florestais e desenvolveu o turismo. 
Após a reorganização territorial de 2002, os municípios da municipalidade regional do condado de Rouyn-Noranda se fundem em um só município. · .

## Demografia

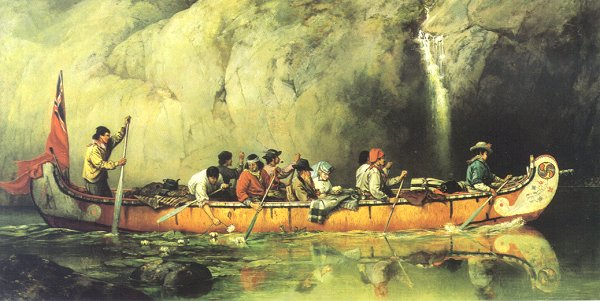
Representação de uma grande canoa com mercadorias da Companhia da Baía de Hudson

Escavações arqueológicas atestam a presença indígena de aproximadamente 8.000 anos na Região. O povoamento caucasiano, tendo sido efetuado nas primeiras décadas do século XIX é resultado sobretudo da exploração mineral e agrícola. Atingido pela Grande Depressão, o governo de Quebec juntamente com empresas de colonização sob o apoio do clero diocesano toma a iniciatida do movimento de colonização . Colonos são então recrutados por empresas de colonização atuando em paróquias nas regiões da Estrie, Bas-Saint-Laurent ou nas regiões vizinhas à cidade de Montreal, entre outras.
Apesar de atualmente a população ser em sua maioria constituída de franco-canadenses, no início um grande número de nacionalidades cohabitavam as cidades. Tal fenômeno deve-se em grande parte à mão de obra estrangeira contratada pela mina Noranda para sua exploração. Os poloneses formavam o maior grupo . Imigrantes da Europa Central e do Leste formavam a maioria: ucranianos, tchecos, finlandeses, russos, alemães, bem como imigrantes britânicos, migrantes vindos de Ontário. 
O ambiente de trabalho na mina Noranda privilegiava o inglês; muitos dos que não haviam aprendido o francês deixam a cidade frente ao advento da Lei 101. Ocorre então uma diminuição do uso do inglês como língua dos serviços públicos, contribuindo para que comunidades deixem a região na década de 70 e 80 rumo a outras províncias. Noranda torna-se então 80% francófona.. 